# Bałtyckie Jezioro Lodowe
Jezioro Lodowe (Bałtyckie Jezioro Lodowcowe) – jeden z etapów ewolucji Bałtyku, powstały, gdy zaczął się cofać pokrywający Europę lądolód skandynawski. Miało to miejsce ok. 14–10,3 tys. lat temu. Przed czołem lądolodu utworzyło się Jezioro Lodowe o poziomie wód znacznie niższym niż współcześnie. Jezioro zajmowało wówczas obszar dzisiejszego Bałtyku, prawdopodobnie na zachodzie istniało wąskie połączenie z Morzem Północnym. W holocenie Jezioro Lodowe przeszło serię transgresji określanych mianem:
- yoldiowej
- ancylusowej
- litorynowej

Niektórzy badacze sugerują, że w pewnym okresie Bałtyckie Jezioro Lodowe mogło być połączone cieśniną z Morzem Białym.